# Leucania aspersa
Leucania aspersa là một loài bướm đêm trong họ Noctuidae.